# Бланко Энкалада, Мануэль
Мануэ́ль Хосе́ Бла́нко-и-Ка́льво де Энкала́да (исп. Manuel José Blanco y Calvo de Encalada; 21 апреля 1790, Буэнос-Айрес, Рио-де-ла-Плата — 5 сентября 1876, Сантьяго, Чили) — чилийский военный и политический деятель, первый президент Чили (Временный президент с 9 июля по 9 сентября 1826 года).

## Биография
Обучался морскому делу в Испании. Во время чилийской войны за независимость вступил в армию Чили и дослужился до ранга вице-адмирала. В 1826 году был избран на учреждённый пост президента Чили. На этом посту пробыл всего два месяца из-за разногласий с Конгрессом по поводу федерального устройства страны.
Впоследствии принимал участие в войне против Боливийско-Перуанской конфедерации и в войне против Испании.
Сват камергера В. С. Трубецкого.